# Sibakur
Sibakur is een bestuurslaag in het regentschap Sijunjung van de provincie West-Sumatra, Indonesië. Sibakur telt 1588 inwoners (volkstelling 2010).